# 1998年マザーリシャリーフ虐殺
1998年マザーリシャリーフ虐殺（1998年マザーリシャリーフぎゃくさつ、1998_Mazar-i-Sharif_massacre）とは、1998年、アフガニスタン北部の都市マザーリシャリーフで起こった、タリバン（ターリバーン）によるハザーラ人への虐殺行為。
タリバンは厳格な保守的なスンナ派の信徒であり、シーア派であるハザーラ人を異端者とみなして迫害の対象にしていた。この虐殺は、北部同盟との紛争が背景にあり、タリバンがマザーリシャリーフを制圧した後、約2,000人のハザーラ人が殺害された。

## 流れ
タリバンがマザーリシャリーフを制圧した後、新しく任命されたタリバンの知事であるムッラ・マノン・ニアジは、市内のモスクでスピーチを行い、ハザーラ人たちに対する暴力を脅迫した。
ニアジによると、1997年にハザーラ人たちがタリバンの捕虜を処刑したとされ、ニアジはこの事件を根拠に、ハザーラ人たちに改宗を強要した。彼らが従わなければ報復を受けると脅迫した。
最初のスピーチでは、ニアジは、「去年、あなたたちは反乱を起こして私たちを殺した。あなたたちは自宅から私たちに向けて銃を撃ちた。今、私たちはあなたたちに罰を与えるためにここに来た。」と述べた。
2つ目のスピーチでは、「ハザラ人はムスリムではなく、シーア派です。彼らは不信者です。ハザラ人たちはここで私たちの部隊を殺したので、私たちは今、ハザラ人を殺さなければならない。」と述べた。
これらのスピーチは、タリバンがハザラ人に対する迫害と虐殺を行う前に行われたものであり、ニアジがハザラ人に対する憎悪を煽るために用いたとされている。
タリバンは、ハザーラ社会のメンバーを特定するために宗教的なテストを行い、スンナ派の祈りを唱えてシーア派でないことを証明できない者は残忍な暴力と脅迫の対象にされた。
タリバンは大量処刑、生き埋め、戦車で人を轢殺する、喉を切り裂く、睾丸を撃つなどの非人道的な行為を行い、虐殺の犠牲者には、聖廟に避難してきた市民、女性、子供、高齢者など多岐にわたった。また、タリバンは市内のイラン領事館で8人のイラン公務員と記者を殺害するなど、国際社会から強い非難を浴びた。
この事件は、タリバンによるハザラ人に対する迫害と虐殺の象徴的な事件であり、タリバン政権に対する国際的な批判が高まり、2001年アフガニスタン侵攻に至る背景の一つとなった。